# Tinter

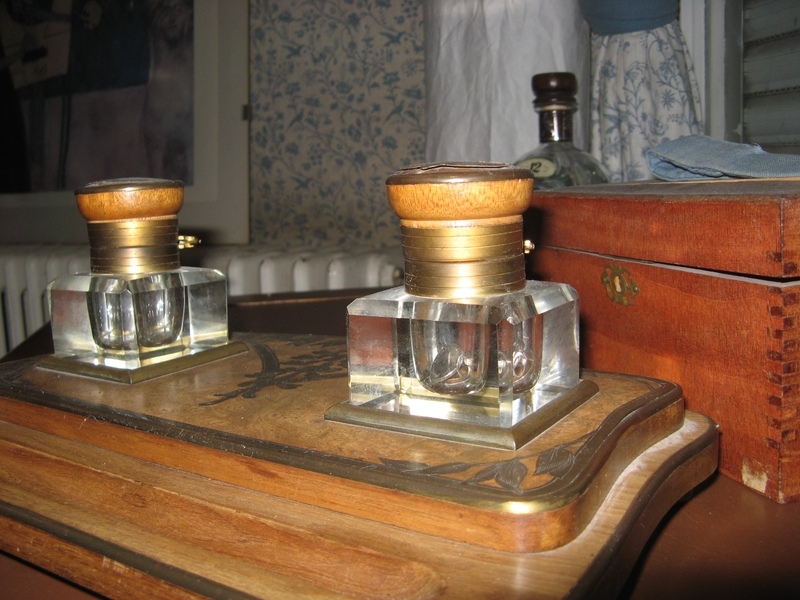
Tinters de cristall

Un tinter és un menut recipient que conté tinta per a escriure amb una ploma, càlam o pinzell.
Els tinters sovint estan fabricats en vidre, porcellana, plata, bronze, plom o peltre que s'utilitza per a conservar la tinta en un lloc pròxim i accessible a la persona que escriu, per evitar que la tinta s'assequi per evaporació del dissolvent pel que compta generalment amb una tapa amb la finalitat d'evitar la contaminació, evaporació, vessament accidental i excessiva exposició a l'aire.. L'usuari introdueix la punta de l'estri d'aplicació en el tinter per a escriure amb ella sobre el paper, o altres suports, repetint l'operació cada vegada que consumeix la dosi arreplegada. El tinter

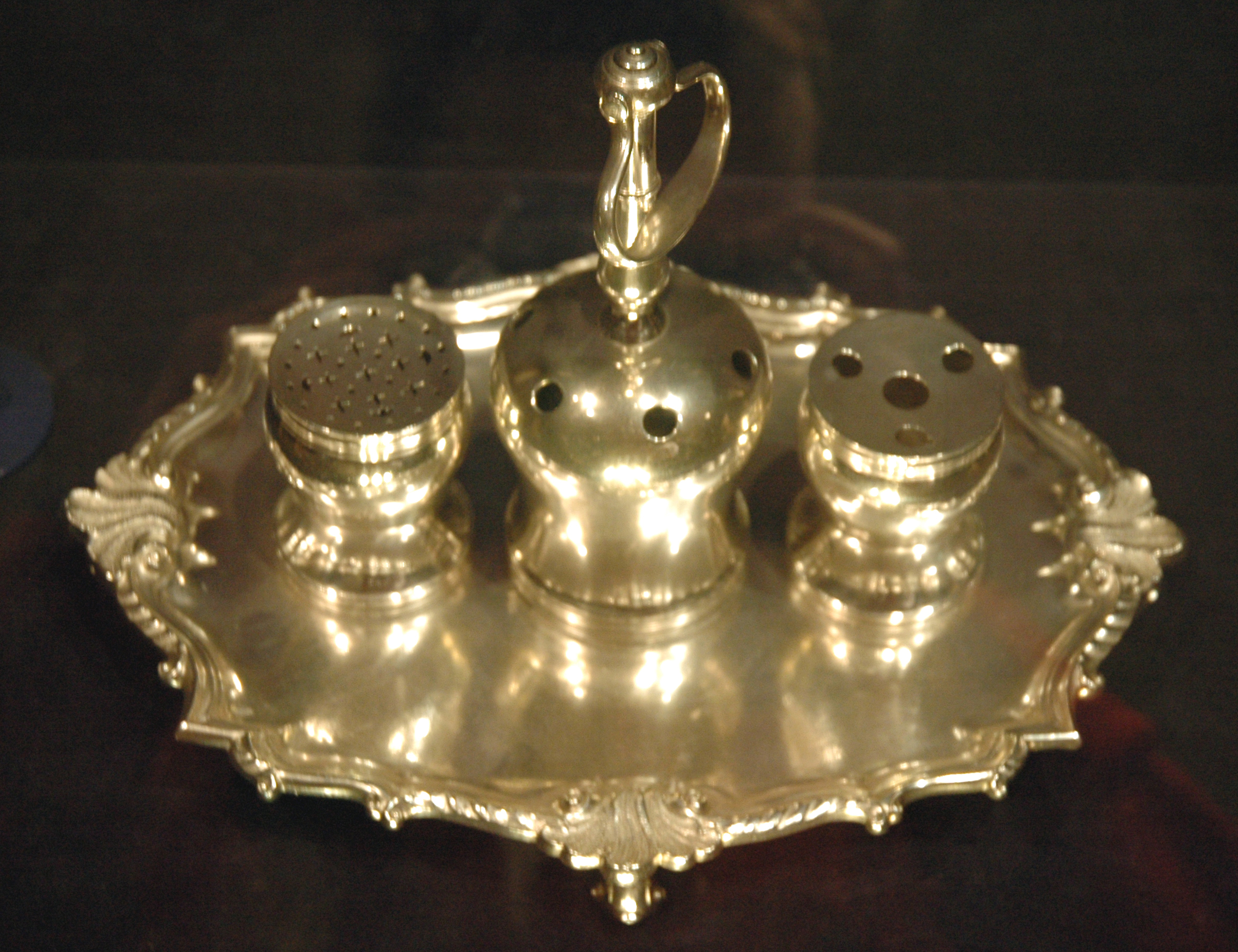
Escrivania metàl·lica

El tinter va ser la forma habitual de proporcionar tinta a les plomes abans de la difusió de la ploma estilogràfica amb un sistema fiable d'expulsió a la fi del segle xix. L'estilogràfica, i en menor mesura el llapis, un tipus de ploma sense dipòsit de tinta que necessitava ser banyat en el tinter, que s'utilitzava per a l'escriptura. Així i tot, les primeres plomes van seguir utilitzant el tinter per a emplenar els dipòsits flexibles de tinta mitjançant un sistema d'absorció.
En l'actualitat, per extensió es diuen tinters als recipients que contenen la tinta en les impressores dels diversos sistemes d'impressió.